# Station Werdohl
Station Werdohl is een spoorwegstation in de Duitse plaats Werdohl. Het station werd in 1861 geopend. Het station ligt aan de lijn Hagen - Haiger.